# BOP試薬
BOP試薬（ボップしやく、BOP reagent）とは、ホスホニウムを共通構造に持つ、ペプチド合成などに用いられる試薬である。
元はカストロ (Castro) らが開発したヘキサフルオロリン酸1H-ベンゾトリアゾール-1-イルオキシトリス（ジメチルアミノ）ホスホニウム（(Benzotriazol-1-yloxy)tris(dimethylamino)phosphonium hexafluorophosphate; CAS番号56602-33-6; 略号BOP）を意味したが、今日では各種誘導体が開発されており、それらホスホニウム系ペプチド縮合剤を総称してBOP試薬と称する場合もある。

## 概要
カストロらはトリス（ジメチルアミノ）ホスフィン/CCl4によるペプチド縮合反応を研究し、活性中間体がクロロトリス（ジメチルアミノ）ホスホニウムであることを見出し、より安定な活性種誘導体であるBOPを開発した。このことから、BOPはカストロ試薬 (Castro's reagent) とも呼ばれる。
カストロ試薬およびその誘導体はいずれも反応系中で遊離カルボン酸と反応し、1-ヒドロキシベンゾトリアゾール（HOBt）エステルなどの活性エステルを生成させる縮合剤である。
カストロ試薬を利用して、P. RivaileらはLH-RHホルモンフラグメントを合成し、Wengerらはシクロスポリンを合成している。
同じくHOBtエステルを生成するDCC/HOBt法に比べ、カストロ試薬は反応が速く、ジシクロヘキシル尿素のような不溶性の副産物を生成しない点は有利である。しかし、カストロ試薬自体は反応後に生成するHMPAの発癌性が問題視されており、BOP誘導体が代換品として利用されることが多い。

## BOP誘導体
次にBOP誘導体を示す。

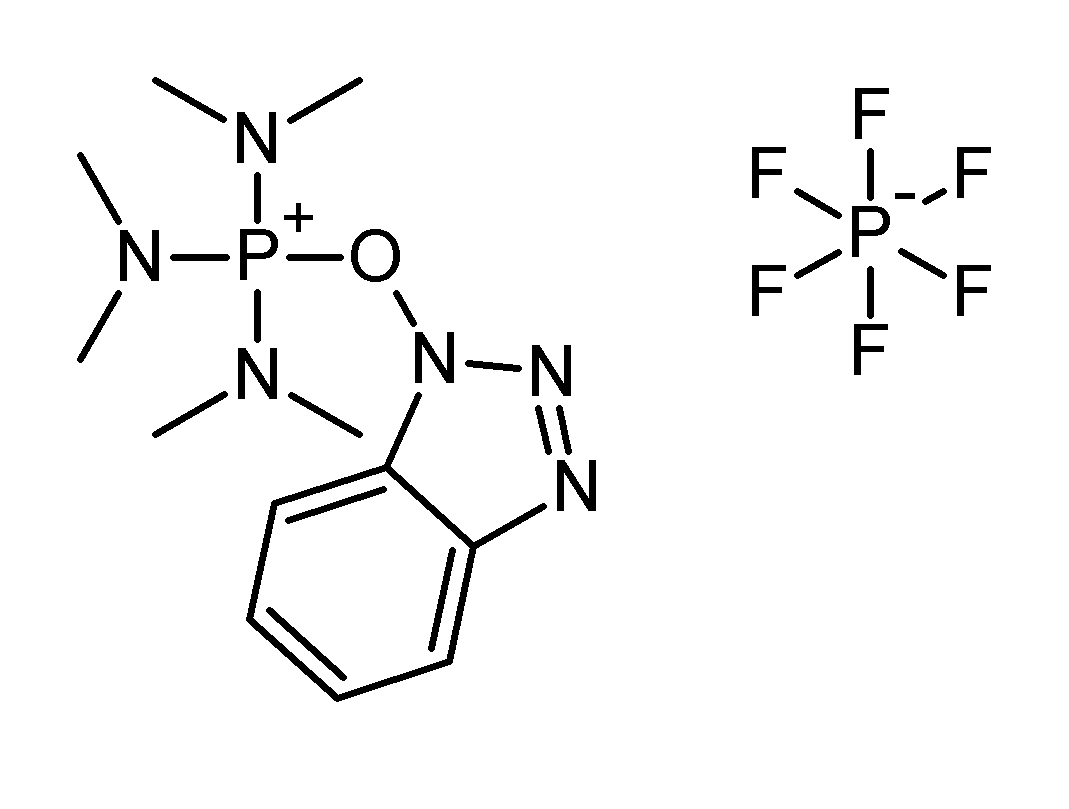
BOP Castro試薬
PyBOP®[6] - PyBOPはメルクA.G.社の登録商標。CAS番号: 128625-52-5
- PyAOP[7] CAS番号: 156311-83-0
- BroP[8] CAS番号: 50296-37-2
- PyCloP[8] CAS番号: 133894-48-1
- PyBroP® CAS番号: 132705-51-2
- DEPBT[9] CAS番号: 165534-43-0

- BOP Castro試薬
- PyBoP®